# Bastarni

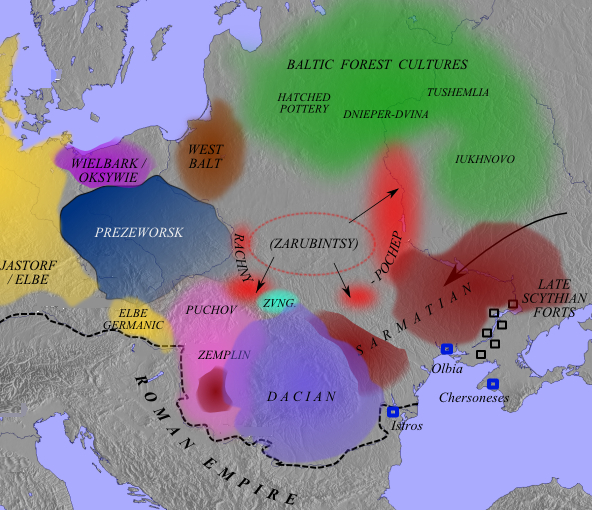
La localizzazione dei Bastarni nell'area in rosso occupata dalle popolazioni di etnia sarmata attorno al 100 d.C.

I Bastarni (o Peucini) furono un insieme di popolazioni di stirpe germanica e sarmata.
Appartenevano a questo popolo i Peucini (menzionati da Plinio il Vecchio), gli stessi Costoboci (popolazione mista germano-dacica) e forse il popolo degli Anartii.

## Storia

### Epoca repubblicana
I Bastarni erano originari della Slesia, ma dalla fine del III secolo a.C. tali popolazioni germaniche comparvero sul Danubio inferiore, abitando un'ampia regione che andava dai Carpazi al Mar Nero, incluse pianure della Moldavia centrale e settentrionale (cultura Poienesti-Lucasevca).
Polibio riferisce di battaglie tra i Bastari e gli Sciti nel III secolo a.C. Intorno al 230 a.C., i Bastari assediarono la città di Olbia sul Mar Nero insieme agli Sciti germanici; intorno al 180 a.C. comparvero sul Basso Danubio e poco dopo combatterono contro Roma come mercenari di Filippo V e di suo figlio Perseo. Viene citato un capo di nome Clondico, che combatté con 30.000 uomini per Filippo V e nel 168 a.C. con 20.000 uomini per Perseo.
Più tardi i Bastarni appaiono tra gli alleati di Mitridate, e nell'elenco dei popoli sui quali Pompeo trionfò nel 61 a.C., ma proprio in quell'anno i Bastarni inflissero una sconfitta al proconsole Gaio Antonio Ibrida. I Bastarni furono comunque una tra le più temibili armate mercenarie della storia, capaci di caricare con grande potenza e motivazione, soprattutto dai fianchi e da dietro, per scoraggiare le armate nemiche e infondere paura e pesanti perdite.

### Epoca imperiale
Battuti, insieme agli alleati Geti, nel 29-28 a.C. da M. Licinio Crasso, pare continuassero a molestare la Tracia. Il loro territorio confinava con quello dei Daci.
Nel suo testamento (v. Res gestae divi Augusti) Augusto ricorda che i Bastarni, con gli Sciti chiesero l'amicizia del popolo romano.
Secondo un'iscrizione trovata a Tuscolo, vicino a Frascati, questo popolo fu vinto nel corso di una campagna intrapresa tra il 3 e l'1 a.C., dall'allora governatore dell'Illirico, Marco Vinicio. Questo il testo:
( AE 1895, 122 )
Con la fine del II secolo-inizi del III furono cacciati dai Goti dalle loro terre e costretti a riversarsi in Dacia e Tracia, mentre, sotto l'imperatore Probo (276-282), centomila Bastarni furono stanziati sulla sponda destra del Danubio. Da questo momento non se ne ha più notizia.